# Christina Aguilera
Christina María Aguilera (/ˌæɡɪˈlɛərə/, tiếng Tây Ban Nha: [aɣiˈleɾa]; sinh ngày 18 tháng 12 năm 1980) là một nữ ca sĩ, nhạc sĩ, vũ công, diễn viên và nhân vật truyền hình người Mỹ. Cô là chủ nhân của năm giải Grammy, hai giải Grammy Latin và một ngôi sao trên Đại lộ Danh vọng Hollywood, cô được mệnh danh là "Tiếng hát của một thế hệ" và được vinh danh là Huyền thoại Disney lần lượt vào năm 2012 và năm 2019. Aguilera xếp ở vị trí thứ 58 trong danh sách 100 ca sĩ vĩ đại nhất mọi thời đại của Rolling Stone năm 2008 và nằm trong danh sách 100 người có ảnh hưởng nhất thế giới hàng năm của Time năm 2013. Aguilera là một trong những nghệ sĩ âm nhạc bán đĩa nhạc chạy nhất mọi thời đại với hơn 75 triệu đĩa được bán ra trên toàn thế giới.
Sinh ra ở Thành phố New York và lớn lên ở Pennsylvania, Aguilera đã xuất hiện trên các chương trình truyền hình trong những năm đầu sự nghiệp, trước khi ký hợp đồng thu âm với RCA Records vào năm 1998. Album đầu tay cùng tên của cô, phát hành năm 1999, đạt vị trí quán quân và có ba đĩa đơn số một tại Mỹ: "Genie in a Bottle", "What a Girl Wants" và "Come On Over Baby (All I Want Is You)". Aguilera đã thay đổi hình ảnh nghệ thuật của mình với Stripped (2002) và đĩa đơn chính "Dirrty", thể hiện sự gợi cảm của cô. Đĩa đơn thứ hai trong album, "Beautiful", nhận được phản hồi tích cực vì ca từ truyền cảm hứng và trở thành thánh ca của cộng đồng LGBT.
Aguilera có album quán quân thứ hai tại Mỹ với Back to Basics (2006), lấy cảm hứng từ nhạc jazz, soul và blues đầu thế kỷ 20 và đĩa đơn top 10 "Ain't No Other Man", "Hurt" và" Candyman". Ba album tiếp theo của cô, Bionic (2010), Lotus (2012) và Liberation (2018), thử nghiệm nhiều thể loại nhạc khác nhau và đều lọt vào top 10 tại Mỹ. Bên cạnh sự nghiệp âm nhạc, Aguilera còn đóng vai chính trong bộ phim Burlesque (2010) và đóng góp vào nhạc phim cùng tên. "Bound to You", do Aguilera đồng sáng tác cho nhạc phim, được đề cử giải Quả cầu vàng cho ca khúc trong phim hay nhất. Aguilera cũng tham gia lồng tiếng trong The Emoji Movie (2017), và là huấn luyện viên trong 6 mùa của chương trình truyền hình The Voice từ năm 2011 đến năm 2016.

## Cuộc đời và sự nghiệp

### 1980-1998: Thời thơ ấu và sự nghiệp ban đầu

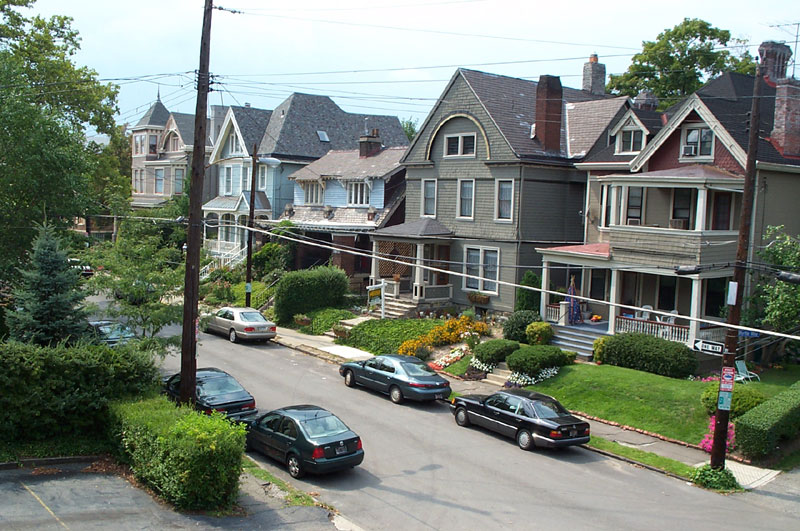
Pittsburgh (Pennsylvania) là nơi mà Christina Aguilera lớn lên.

Christina María Aguilera sinh ngày 18 tháng 12 năm 1980 tại đảo Staten, New York, Hoa Kỳ. Cha cô là Fausto Wagner Xavier Aguilera, một quân nhân trong Quân đội Hoa Kỳ, quê ông ở Guayaquil, Ecuador; mẹ cô là Shelly Loraine Fidler, bà là một nghệ sĩ dương cầm và vĩ cầm, một người Mỹ có nguồn gốc Đức, Ireland, Wales và Hà Lan. Gia đình bên ngoại của Christina là dân di cư từ Hạt Clare, Ireland. Christina đã theo cha đi đóng quân ở nhiều nơi như Stephenville, Newfoundland, Canada và Nhật Bản. Dù chịu ảnh hưởng nhiều hơn từ tiếng Anh, song do thời thơ ấu sống trong môi trường nói tiếng Tây Ban Nha nên Christina hiểu được tiếng Tây Ban Nha. Trong thời gian sống với cha, cô và mẹ cô thường bị mắng mỏ, nhục mạ. Khi cô mới lên 7, cha mẹ cô ly hôn. Bà Fidler đã đem theo Christina Aguilera và em gái cô, Rachel Aguilera đến nhà bà ngoại ở ngoại ô Pittsburgh, Pennsylvania. Cô đã kể về tuổi thơ bất hạnh của mình qua những bài hát như "I'm OK" (trong album Stripped) hay "Oh Mother" (trong album Back to Basics). Theo hai mẹ con cô thì cha cô là người rất gia trưởng, đã ngược đãi hai mẹ con cô về cả tinh thần và thể xác. Sau đó, mẹ cô lấy người chồng mới là Jim Kearns và đổi tên thành Shelly Kearns.
C. Aguilera 
Bà ngoại của Aguilera là người đầu tiên phát hiện ra khả năng ca hát của cô. Khi còn là một đứa trẻ, cô đã tỏ ra có thiên hướng trở thành một ca sĩ thực thụ. Aguilera đã được biết đến với danh hiệu "cô gái bé nhỏ với giọng hát lớn" khi tham gia các cuộc thi tài năng ở địa phương. Theo Driven của VH1, các thí sinh ngay lập tức bỏ cuộc khi họ được biết sẽ phải cạnh tranh với Christina. Các bạn đồng lứa đâm ra ghen tị và thường chế nhạo, tẩy chay cô. Christina còn bị hành hung trong một lớp thể dục. Nhà cô thường bị phá hoại, lốp xe thường bị chọc thủng. Cuối cùng, gia đình cô phải chuyển đến thị trấn Wexford và cô không được thể hiện tài năng của mình. Aguilera từng cho biết: "vì khả năng ca hát và có lẽ do ngoại hình hơi bé nhỏ, tôi thường bị bắt nạt vì sự chú ý hay đổ dồn về tôi. Nó đương nhiên không phải sự chú ý mà tôi mong muốn và đã xảy ra rất nhiều chuyện bất công". Cô đã đi học ở Trường Trung học Marshall (gần Wexford) và Trường Trung học Allegheny.
Vào ngày 15 tháng 3 năm 1990, cô bé Christina Aguilera tham gia chương trình Tìm kiếm ngôi sao (Star Search). Aguilera trình bày bài hát "A Sunday Kind of Love" của Etta James, tuy đoạt giải nhì nhưng cô cũng đã gây ấn tượng khá tốt. Sau đó, cô ra về và hát lại bài đó trên chương trình Wake Up with Larry Richert trên đài KDKA-TV tại Pittsburgh. Người ta nhận xét giọng hát của cô bé mười tuổi này nghe như hai mươi tuổi.
Trong khi sống ở Pittsburgh, Christina đã hát bài Quốc ca Mỹ "The Star-Spangled Banner" trước trận đấu cho đội khúc côn cầu Pittsburgh Penguins, đội bóng bầu dục Pittsburgh Steelers, và đội bóng chày Pittsburgh Pirates, trong đó có cả trận chung kết giải vô địch Stanley năm 1992 khi cô chỉ mới 11 tuổi. Năm 1992, Aguilera tham gia câu lạc bộ The New Mickey Mouse Club của Walt Disney cùng với nhiều ngôi sao nhí khác như Britney Spears, Justin Timberlake, JC Chasez, Rhona Bennett, Ryan Gosling và Keri Russel. Một trong những màn trình diễn đáng nhớ nhất trong thời thơ ấu của Aguilera là ca khúc "I Have Nothing" của Whitney Houston. Kể từ đó, cô có một biệt danh khác mà bạn bè tại câu lạc bộ yêu mến đặt cho là "cô bé diva". Christina tham gia The New Mickey Mouse cho tới khi chương trình kết thúc vào năm 1994. Trong thời gian đó, Aguilera sang Nhật Bản và thu âm bài hát "All I Wanna Do" với ca sĩ Keizo Nakanishi, khi đó cô mới 14 tuổi. Bài hát được phát hành năm 1997. Cùng năm đó, Aguilera trở lại biểu diễn tại Mỹ trong buổi lễ Golden Stag. Năm 1998, Aguilera gửi bản hát thử ca khúc "Run To You" của Whitney Houston đến hãng phim Disney đang cần người thu âm bài hát "Reflection" cho bộ phim hoạt hình Mộc Lan (Mulan, 1998). Bản hát thử đã gây sự chú ý tới Ron Fair, sau này là người đã dìu dắt Aguilera trong suốt sự nghiệp và giúp cô có được hợp đồng với hãng đĩa RCA Records. "Reflection" đã giành được một đề cử Giải Quả cầu vàng cho hạng mục Ca khúc trong phim hay nhất.

### 1999-2001: Trở thành siêu sao với albumChristina Aguilera

Christina Aguilera trong video "Genie in a Bottle". Lúc này, cô trở thành một hiện tượng trong làng nhạc pop.

Album đầu tay của Aguilera mang tên của chính cô, Christina Aguilera được phát hành ngày 24 tháng 8, năm 1999. Album đạt vị trí quán quân trên bảng xếp hạng Billboard 200 của Mỹ, tiêu thụ được hơn 8 triệu bản tại Mỹ và hơn 17 triệu bản trên toàn thế giới. Christina Aguilera cũng được liệt kê trong danh sách Top 100 Album mọi thời đại bởi Hiệp hội Công nghiệp ghi âm Hoa Kỳ (RIAA) dựa trên doanh số tiêu thụ tại Mỹ. Các đĩa đơn "Genie in a Bottle", "What a Girl Wants" và "Come on Over Baby (All I Want Is You)" đều đứng đầu bảng xếp hạng Billboard Hot 100, còn "I Turn to You" xếp vị trí thứ 3. Điều này khiến cho Aguilera trở thành một trong số ít các nghệ sĩ có nhiều đĩa đơn quán quân bảng xếp hạng Hot 100 từ album đầu tay. Theo các nhạc sĩ sáng tác cho album, Aguilera muốn thể hiện âm vực của mình trong quá trình quảng bá album, cô biểu diễn trên nhiều chương trình truyền hình chỉ với một chiếc dương cầm đệm nhạc. Tại Giải Grammy lần thứ 42, Aguilera có được một đề cử giải Grammy ở hạng mục Trình diễn giọng pop nữ xuất sắc nhất và đoạt một giải Grammy tại hạng mục Nghệ sĩ mới xuất sắc nhất, vượt lên trên cả đối thủ Britney Spears. Sau đó, ngày 30 tháng 1 năm 2000, Christina Aguilera được vinh dự biểu diễn tại giải Super Bowl cùng Enrique Iglesias.
Ngày 12 tháng 9 năm 2000, Aguilera phát hành tiếp album phòng thu thứ hai bằng tiếng Tây Ban Nha mang tựa đề Mi Reflejo (theo nghĩa tiếng Việt có nghĩa là Sự phản chiếu của tôi), bao gồm các phiên bản tiếng Tây Ban Nha cho các bài hát từ album trước, Christina Aguilera và các yếu tố mới. Album đạt vị trí 27 trên bảng xếp hạng Billboard 200 và đạt vị trí quán quân trên Billboard Top Latin Albums và nắm giữ kỷ lục 20 tuần liên tiếp. Tại Giải Latin Grammy năm 2001, Mi Reflejo đã mang về cho cô một giải chiến thắng tại hạng mục Album nhạc pop nữ xuất sắc nhất. Album đạt chứng nhận 6 lần bạch kim tại Mỹ. Theo Rudy Pérez, người đã giúp Aguilera thu âm album tại Miami, Aguilera hơi lúng túng, song cô hiểu được tiếng Tây Ban Nha vì có người cha gốc Ecuador và Pérez nhấn mạch "Khả năng nói tiếng Latin của Aguilera không thể phủ nhận được". Sau đó, Aguilera phát hành tiếp album nhân ngày lễ Giáng sinh: My Kind of Christmas vào ngày 24 tháng 10 năm 2000 và trình diễn đĩa đơn "The Christmas Song (Chestnut Roasting on an Open Fire)" tại Nhà Trắng vào năm đó. Đĩa đơn đó đạt vị trí thứ 18 trên Billboard Hot 100, giúp Aguilera trở thành một trong ba nghệ sĩ làm cho đĩa đơn lọt vào tốp 20 của Hot 100. Album My Kind of Christmas tiêu thụ được 991.000 bản và đạt chứng nhận đĩa bạch kim tại Mỹ. Chuyến lưu diễn đầu tiên của Aguilera, Christina Aguilera: In Concert bắt đầu từ mùa hè năm 2000 và kết thúc năm 2001. Ngoài ra, chuyến lưu diễn đặc biệt mang tên My Reflection được phát sóng trên kênh ABC, được phát hành dưới dạng DVD và chứng nhận vàng tại Mỹ.

Một cảnh trong video của "Lady Marmalade", một bài hát rất thành công năm 2001. Theo thứ tự từ trái qua: Lil' Kim, Pink, Mýa và Christina.

Đầu năm 2001, Aguilera và Ricky Martin phát hành đĩa đơn "Nobody Wants to Be Lonely" nằm trong album Sound Loaded của Martin. Đĩa đơn này lọt vào top 5 tại Liên hiệp Anh, Đức và top 20 tại Mỹ. Ngay sau đó, vào tháng 3 năm 2001, Aguilera cùng với Lil' Kim, Mya và Pink đã trình bày lại ca khúc "Lady Marmalade" của LaBelle làm nhạc nền cho phim Moulin Rouge!. "Lady Marmalade" chiếm giữ vị trí quán quân của bảng xếp hạng Billboard Hot 100 5 tuần liên tiếp, đứng vị trí quán quân tại 11 nước và nó cũng đem lại cho bốn nữ ca sĩ một giải Grammy ở hạng mục Hợp tác nhạc pop xuất sắc nhất. Đây cũng là bài hát chỉ được phát sóng radio thành công nhất lịch sử. Tại Giải Video âm nhạc của MTV năm 2001, bài hát này cũng giành được 2 giải ở hạng mục Video của năm và Video nhạc phim xuất sắc nhất. Trong video nhạc của bài này, ngoại hình của Christina được so sánh với Dee Snider - trưởng nhóm nhạc Twisted Sister. Khi lên nhận giải "Video xuất sắc của năm", cô đã nói đùa: "Chắc bộ tóc xù của tôi có hiệu lực rồi." 
Tháng 8 năm 2001, hãng thu âm Warlock Records tung ra một album thu thử mà Aguilera thu âm khi mới 15 tuổi có tên là Just Be Free. Aguilera cho rằng đây là một việc làm vi phạm bản quyền và là sự cạnh tranh bất công của hãng Warlock khi phát hành album này. Khi hai hãng thu âm lại thỏa thuận lại, cô đã cho hãng này sử dụng tên tuổi và hình ảnh của cô để quảng bá cho Just Be Free để tránh làm mất uy tín của Warlock Records. Mặc dù trở thành một ngôi sao toàn cầu, song Christina đã không hài lòng về âm nhạc và hình ảnh của cô mà quản lý của cô là Steve Krurtz đã làm. Cô không đồng tình về việc quảng bá hình ảnh cô là một ca sĩ nhạc bubblegum pop, một thể loại nhạc thịnh hành thời bấy giờ theo xu hướng tài chính. Và sau nhiều lần bất đồng quan điểm, cô quyết định chấm dứt hợp đồng với Krurtz và chọn Irving Azoff làm người quản lý mới. Cũng nhờ điều này mà Aguilera có nhiều chuyển biến mới về phong cách và âm nhạc.

### 2002-2004: Hình ảnh mới với albumStripped
- Trục trặc khi nghe? Xem hướng dẫn.

Ngày 29 tháng 10 năm 2002, sau một thời gian dài trì hoãn, album tiếng Anh của Aguilera, Stripped, cũng được phát hành. Stripped tiêu thụ được hơn 330.000 bản tại Mỹ ngay trong tuần đầu tiên, đứng vị trí thứ 2 tại Billboard 200 và Liên hiệp Anh và tiêu thụ 12 triệu bản toàn thế giới. Từ một phong cách nhạc bubblegum pop trong album Christina Aguilera, album Stripped cho ta thấy một phong cách hoàn toàn mới trong âm nhạc của Aguilera. Hầu hết các ca khúc trong Stripped đều do Aguilera là đồng tác giả và lấy cảm hứng từ rất nhiều thể loại như R&B, soul, pop rock và hip hop. Tham gia sản xuất gồm 2 nhà sản xuất chính là Scott Storch và Linda Perry. Cô cũng xuất hiện trên nhiều bìa tạp chí gồm Rolling Stone, Maxim, CosmoGIRL! với những bức ảnh gợi dục thể hiện Aguilera trong tư thế khỏa thân. Đây là thời điểm Aguilera nhuộm tóc đen, dùng biệt danh "Xtina", với khuyên mũi và nhiều hình xăm trên người.
Hình ảnh mới của Aguilera đã làm cô bị chỉ trích tại Mỹ, đặc biệt sau khi video âm nhạc của "Dirrty" được phát hành. Trao đổi với tạp chí People, cô nói, "Bạn có thể thấy rằng tôi là một đứa con gái hư hỏng và đóng một video nhạc rap. Nhưng, nếu bạn để ý kĩ, tôi đang ở vị trí mạnh mẽ và đang kiểm soát được mọi thứ quanh mình". Mặc dù "Dirrty" bị thất bại ở Mỹ, chỉ đạt vị trí 48 trên Billboard Hot 100 và video âm nhạc của "Dirrty" bị chỉ trích nặng nề tại Thái Lan, nhưng "Dirrty" là một đĩa đơn thành công trên thế giới: đạt vị trí quán quân tại Liên hiệp Anh, Ireland và lọt vào tốp 5 của nhiều quốc gia bao gồm Úc, Bỉ và Canada. Ngoài ra, video "Dirrty" rất được yêu thích trên MTV.

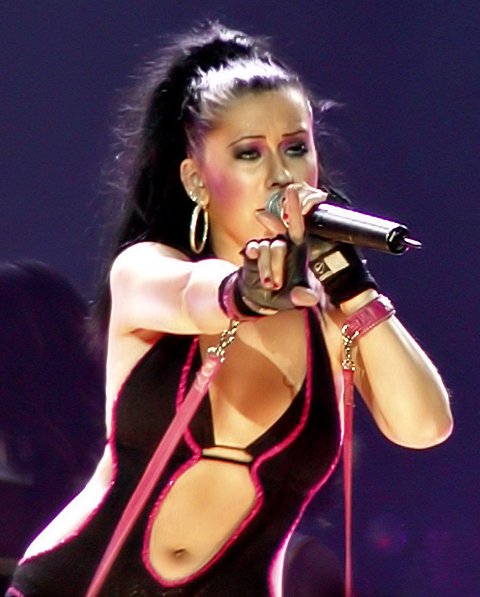
Christina Aguilera biểu diễn bài hát "Can't Hold Us Down" trong chuyến lưu diễn Stripped Live... On Tour. Trong suốt thời gian này, cô lấy nghệ danh của mình là Xtina và trở thành một "Biểu tượng sex".

Đĩa đơn thứ hai trích từ Stripped, "Beautiful" là một bài hát pha trộn giữa thể loại cổ điển và ballad. Mặc dù được lên kế hoạch là đĩa đơn đầu từ Stripped, song Aguilera lại chọn "Dirrty" để thay thế. Được chứng nhận vàng tại Mỹ, bài hát được sáng tác và sản xuất bởi Linda Perry. Đây là một bài hát thành công vang dội trên toàn thế giới, đạt vị trí quán quân tại rất nhiều quốc gia và đạt vị trí á quân tại Mỹ. Video âm nhạc cho "Beautiful" được đạo diễn bởi Jonas Åkerlund, với nội dung khuyên rằng nên chú ý vào vẻ đẹp nội tâm, không phải vì vẻ bề ngoài hay giới tính. Trong video có xen kẽ cảnh những người đồng tính. "Beautiful" đã mang về cho Christina nhiều giải thưởng, trong đó có giải Grammy ở hạng mục Trình diễn giọng pop nữ xuất sắc nhất vào năm 2004.
Ba đĩa đơn tiếp theo từ Stripped là "Fighter", "Can't Hold Us Down" (hợp tác với Lil' Kim) và "The Voice Within" đều được phát hành vào năm 2003. Mặc dù các đĩa đơn trên không thành công lắm ở Mỹ, song lại khá thành công tại Úc, Ireland và Liên hiệp Anh khi cả ba đĩa đơn đều lọt vào tốp 10 của các quốc gia này. Stripped đã trụ vững trên Billboard 200 đến năm 2004 và đạt chứng nhận 4 lần bạch kim tại Mỹ với 4,3 triệu bản tiêu thụ tại quốc gia này. Điều này giúp Aguilera đứng đầu trong danh sách các nữ ca sĩ thành công nhất năm 2003 của tạp chí Billboard.
Tháng 6 năm 2003, Aguilera tham gia vào chuyến lưu diễn Justified World Tour của Justin Timberlake và sau đó trở thành chuyến lưu diễn Justified/Stripped Tour. Các độc giả của tạp chí Rolling Stones bầu chọn đây chuyến lưu diễn xuất sắc nhất năm 2003. Cũng vào năm đó, Aguilera là người dẫn chương trình cho giải MTV châu Âu 2003 (MTV EMA), là khách mời đặc biệt trong các buổi diễn của nhóm Pussycat Dolls tại Los Angeles và là đồng tác giả của ca khúc "Miss Independent" của Kelly Clarkson.
DVD thu âm trực tiếp đầu tiên của Aguilera, Stripped Live in the U.K. được phát hành vào tháng 11 năm 2004. Trong khi chuyến lưu diễn thành công rực rỡ, một lịch trình lưu diễn mới tại Mỹ dự kiến sẽ thực hiện vào giữa 2004 với chủ đề mới, nhưng nó đã bị hủy do Aguilera bị đau họng. Tại lễ trao giải MTV VMA tháng 8 năm 2003, Aguilera xuất hiện cùng Madonna, Britney Spears và Missy Elliott trình diễn các ca khúc "Like a Virgin" và "Hollywood". Đến gần cuối buổi biểu diễn, Madonna đã "khóa môi" cả Britney lẫn Christina, trở thành một scandal lớn gây chấn động dư luận.

### 2005-2009: Hình tượng cổ điển vớiBack to Basics

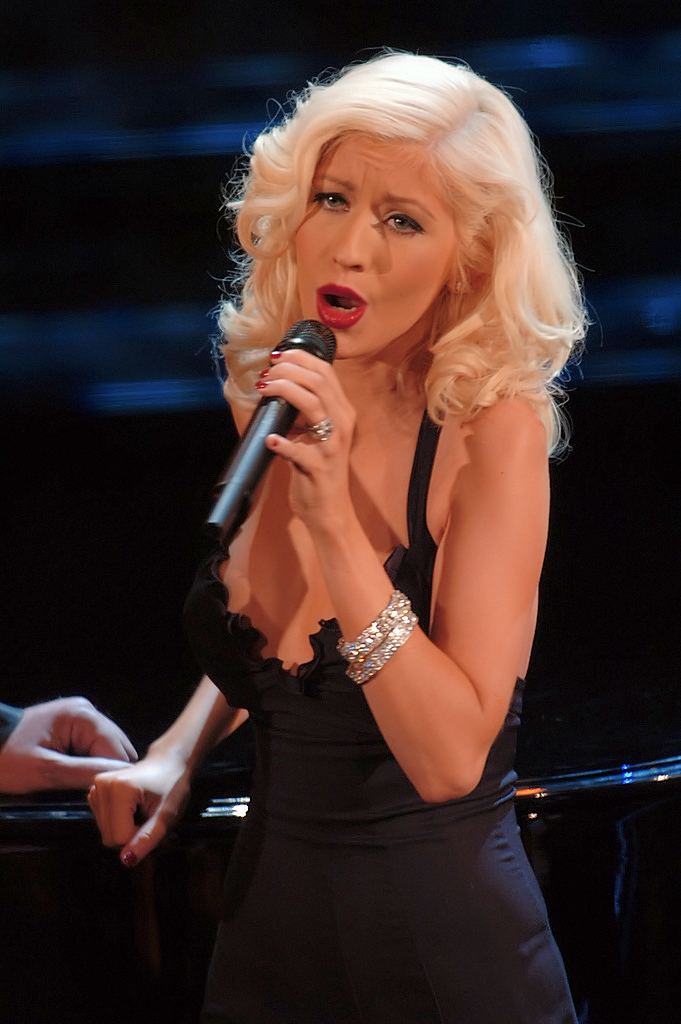
Christina Aguilera biểu diễn tại Liên hoan Âm nhạc Sanremo tại Ý năm 2006. Trong thời gian này, cô nhuộm tóc bạch kim và thường mang phong cách của những ngôi sao điện ảnh thập niên 1920-1940 của Hollywood

Sau album Stripped nhiều tai tiếng, Aguilera quyết định tạo cho mình một hình ảnh chín chắn hơn. Cô nhuộm lại mái tóc màu bạch kim, cắt ngắn để trông giống như Marilyn Monroe. Nhiều ý kiến cho rằng Aguilera là người đưa vẻ đẹp quý phái, cổ điển từ những năm 1920-1940 trở lại Hollywood. Sự thay đổi này đã được công chúng nhiệt liệt ủng hộ. Vào cuối năm 2004, Aguilera phát hành 2 đĩa đơn: "Car Wash" (với Missy Elliott) và "Tilt Ya Head Back" (với Nelly). Các đĩa đơn này đều không thành công tại Mỹ nhưng lại xếp hạng khá cao tại các nơi khác (tốp 5 tại Liên hiệp Anh, Úc và New Zealand). Aguilera hợp tác cùng với Herbie Hancock trong đĩa đơn "A Song for You" mang đậm chất nhạc jazz.
Album phòng thu thứ năm của Aguilera có nhan đề Back to Basics phát hành ngày 15 tháng 8 năm 2006. Back to Basics là một thành công lớn, đứng vị trí quán quân trên các bảng xếp hạng tại Mỹ và 12 quốc gia khác, tiêu thụ 346.000 bản ngay tuần đầu tiên tại Mỹ. Tổng cộng, Back to Basics đã tiêu thụ được 1,7 triệu bản chỉ riêng tại Mỹ và 4,5 triệu bản toàn thế giới. Đĩa đơn đầu tiên trích từ album, "Ain't No Other Man" do Aguilera là đồng tác giả và đồng thời là đồng sản xuất. Đây là một thành công lớn, lọt vào tốp 10 của nhiều quốc gia bao gồm Úc, Áo, Canada, New Zealand, Mỹ và Liên hiệp Anh, đạt chứng nhận bạch kim bởi RIAA và tiêu thụ 1,7 triệu bản tại Mỹ. Đây là đĩa đơn kỹ thuật số bán chạy nhất của Aguilera ở Mỹ. Đĩa đơn thứ hai, "Hurt" do Linda Perry, một nhà sản xuất thường xuyên hợp tác với Aguilera, sáng tác và sản xuất. Là một bản nhạc nhẹ kết hợp với các dụng cụ nhạc gồm dương cầm và vĩ cầm, "Hurt" không được xếp hạng cao tại Mỹ song lại rất thành công tại các nơi khác, đặc biệt tại châu Âu: đạt vị trí á quân tại Đức, Hà Lan và quán quân tại Thụy Sĩ. Đĩa đơn thứ ba mang tên "Candyman" cũng tương tự như "Hurt", do Linda Perry đồng sáng tác và sản xuất. "Candyman" lại đặc biệt thành công tại Úc và New Zealand khi đạt vị trí á quân ở cả hai nước này. Hai đĩa đơn tiếp theo, "Slow Down Baby" và "Oh Mother" do không được phát hành tại Mỹ nên không xếp hạng trên Billboard Hot 100.
Cuối năm 2006, Aguilera bắt đầu thực hiện chuyến lưu diễn vòng quanh thế giới mang tên Back to Basics Tour tại châu Âu và sau đó là 41 buổi lưu diễn tại Bắc Mỹ vào đầu năm 2007. Sau đó cô lại tiếp tục lưu diễn ở châu Á và châu Úc, theo dự định sẽ kết thúc ngày 3 tháng 8 năm 2007. Song cô lại hủy hai buổi diễn cuối cùng tại Auckland (New Zealand) do bị bệnh. Back to Basics Tour là chuyến lưu diễn thành công nhất bởi một nữ nghệ sĩ tại Mỹ năm 2007, với doanh thu tổng cộng 90 triệu đô la toàn thế giới, 41,8 triệu đô tại Mỹ và 50 triệu đô tại châu Âu và châu Úc. Chuyến lưu diễn đã giúp cô được các nhà phê bình ưu ái tặng cho cái tên "Một Diva thật sự". Năm tiếp theo, Aguilera phát hành DVD Back to Basics: Live and Down Under. Tại giải Grammy lần thứ 49, Aguilera đoạt một giải Grammy ở hạng mục Trình diễn giọng pop nữ xuất sắc nhất cho bài hát "Ain't No Other Man". Tại lễ trao giải, cô biểu diễn bài "It's a Man's Man's Man's World" để tưởng nhớ James Brown. Tháng 1 năm 2007, tạp chí Forbes xếp hạng Christina Aguilera tại vị trí thứ 19 trong danh sách những người phụ nữ giàu nhất trong làng giải trí thế giới khi sở hữu 60 triệu đô la Mỹ
Để kỉ niệm 10 năm sự nghiệp ca hát, Aguilera phát hành album Keeps Gettin' Better - A Decade of Hits vào ngày 11 tháng 11 năm 2008 trên trang bán hàng trên mạng Target.com, gồm những bài hát thành công trong 3 album trước của cô cùng 2 bài hát mới. "Lady Marmalade" và một vài phiên bản tiếng Tây Ban Nha của các đĩa đơn trước cũng được phát hành trong các phiên bản toàn thế giới. Album sau khi phát hành 1 tuần tiêu thụ hết 161.000 bản và lọt vào Top 10 các bảng xếp hạng album của Mỹ, Liên hiệp Anh, Ireland, Úc và Nhật. Đĩa đơn duy nhất trích từ album, "Keeps Gettin' Better" đã được Aguilera được biểu diễn tại Giải Video âm nhạc của MTV năm 2008. Bài hát chính thức được lên sóng radio vào ngày 22 tháng 9. "Keeps Gettin' Better" ra mắt tại vị trí thứ 7 trên Billboard Hot 100 và cũng là vị trí cao nhất của đĩa đơn này. Đĩa đơn đã tiêu thụ hơn 1,1 triệu bản tại Mỹ, song lại không được cấp chứng nhận tại quốc gia này. Ngày 23 tháng 11 năm 2008, Christina Aguilera mở màn lễ trao Giải thưởng Âm nhạc Mỹ 2008 với 6 ca khúc thành công trong sự nghiệp trong 7 phút. Ngày 3 tháng 12, cô biểu diễn ca khúc "I Love You Porgy" để tưởng nhớ Nina Simone tại buổi hòa nhạc The Grammy Nominations Concert Live. Cuối thập niên 2000, Christina Aguilera được xếp thứ 20 trong số các nghệ sĩ của thập niên trên tạp chí Billboard, vượt qua cả Madonna, Shakira, Green Day và nhiều nghệ sĩ nổi tiếng khác.

### 2010–11:Bionic, bắt đầu với diễn xuất vàThe Voice
- Trục trặc khi nghe? Xem hướng dẫn.

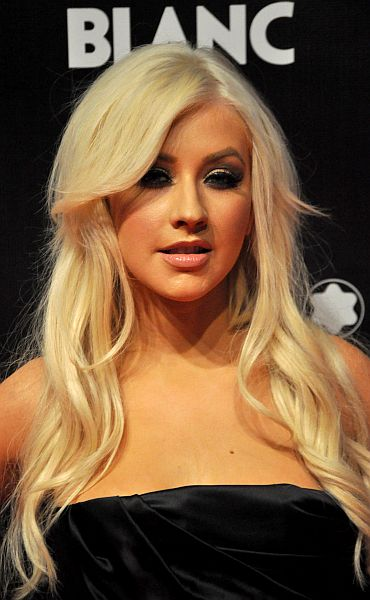
Christina Aguilera tại sự kiện ra mắt "To John With Love", tháng 9 năm 2010

Album phòng thu thứ sáu của Aguilera, với tên Bionic, được phát hành vào ngày 8 tháng 6 năm 2010. Aguilera đã hợp tác với nhiều nhà sản xuất, gồm Tricky Stewart và Ester Dean, cùng nhạc sĩ sáng tác Linda Perry và Sia Furler bên cạnh nhiều nghệ sĩ khác. Chất liệu nhạc của album gồm những bản nhạc pop hiện đại, và được lấy cảm hứng từ thể loại nhạc electronic và dance. Các single trích từ album, "Not Myself Tonight" và "You Lost Me" đạt vị trí số một trên bảng xếp hạng Billboard Hot Dance Club Play nhưng không thành công ở những nơi khác. Bionic đánh dấu bước tiến của cô vào thể loại nhạc electropop, và nhận nhiều ý kiến khác nhau từ các nhà phê bình. Allison Stewart của tờ The Washington Post mô tả rằng "sự thất vọng lớn nhất" của đĩa hát này là sự thiếu thể hiện chất giọng của Aguilera. Doanh số tiêu thụ Bionic trở nên thấp so với những album trước của cô, với việc bán được 110.000 bản trong tuần đầu tại Mỹ và đạt vị trí thứ ba trên bảng xếp hạng Billboard 200. Album đến nay bán được khoảng 330.000 bản tại nước Mỹ. Không lâu sau khi album phát hành, mọi công việc quảng bá bị ngừng lại và tour diễn được lên kế hoạch từ trước cho album đã bị hủy vì "thời gian tập dượt không đủ".
Vào tháng 11 năm 2010, Aguilera xuất hiện trong bộ phim đầu tay Burlesque và nhận một ngôi sao trên Đại lộ Danh vọng Hollywood. Aguilera diễn vai một cô gái đến từ tỉnh lẻ, có tên Ali Rose, cô gái tìm được tình yêu và sự nghiệp thành công tại một câu lạc bộ thoát y ở Los Angeles. Bộ phim được viết kịch bản và đạo diễn bởi Steve Antin, anh đã tạo ra nhân vật Ali dựa trên hình ảnh Aguilera trong tâm trí. Aguilera thể hiện 8 ca khúc trong album nhạc phim được phát hành ngày 22 tháng 11 năm 2010, và đồng sáng tác một số bài hát cùng những nhà sản xuất và sáng tác âm nhạc: Tricky Stewart, Sia Furler, Samuel Dixon, Linda Perry, Claude Kelly, Danja, và Ron Fair. Hai ca khúc còn lại được hát bởi Cher, cô là bạn diễn của Aguilera trong phim. Album này xuất hiện lần đầu trên bảng xếp hạng Billboard 200 trong top 20 và đã được chứng nhận Đĩa Vàng nhờ tiêu thụ được hơn 779.000 bản trong nước Mỹ, tính đến năm 2019. Các bạn diễn khác của Aguilera còn có Cam Gigandet, Eric Dane, Kristen Bell và Stanley Tucci. Một số nhà phê bình đã khen ngợi phần thể hiện của Aguilera trong phim. Một bài đánh giá trong tạp chí Time viết rằng, "Aguilera có thể không phải là nghệ sĩ bạn yêu thích, nhưng cô ấy gây ấn tượng rất tốt trong phim này. Nếu Ali có thật, cô ấy đã được phát hiện trên American Idol." Mặc dù Burlesque được những nhà phê bình đánh giá khác nhau, bộ phim đã được đề cử Giải Quả cầu vàng cho phim ca nhạc hoặc phim hài hay nhất và giúp Aguilera, nhạc sĩ sáng tác Sia Furler và Samuel Dixon, cùng được đề cử Giải Bài hát nhạc phim hay nhất cho ca khúc "Bound to You". Album nhạc phim cũng giúp Aguilera được đề cử Giải Grammy cho Tác phẩm âm nhạc biên soạn xuất sắc nhất cho phim ảnh. Burlesque đã thu về 90 triệu đô-la trên toàn thế giới.
Aguilera sau đó hợp tác với rapper T.I. thực hiện ca khúc "Castle Walls" trong album No Mercy của anh, và góp mặt trong một tập của series truyền hình Entourage. Tháng 9 năm 2010, Aguilera ly thân với Bratman và nộp đơn xin ly hôn chồng vào tháng 10 năm đó, đồng thời cô yêu cầu chia quyền nuôi con trai chung của họ. Sau khi đạt được thỏa thuận, vụ ly hôn của họ kết thúc vào tháng 4 năm 2011. Giai đoạn này, ngoại hình và đời tư của cô thường bị dư luận soi mói; với một số tin đồn về những hành vi mất kiểm soát. Vào ngày 1 tháng 3 năm 2011, Aguilera bị bắt giữ vì quá say xỉn ở khu vực West Hollywood. Cô được thả tự do sau khi được bảo lãnh và không bị truy tố thêm. Tại giải bóng Super Bowl XLV, Aguilera trình diễn bản quốc ca, "The Star-Spangled Banner", và vô tình hát sai một câu. Sau đó, cô đã xin lỗi và nói rằng: "Tôi chỉ mong rằng mọi người có thể cảm nhận tình yêu của tôi dành cho đất nước này và tinh thần thực sự của bài hát đã được truyền tải." Một tuần sau, Aguilera, cùng với Jennifer Hudson, Martina McBride, Yolanda Adams, và Florence Welch đã mở màn lễ trao giải Grammy 2011 bằng màn trình diễn tưởng nhớ Aretha Franklin.
Aguilera, cùng các đồng nghiệp Adam Levine, Blake Shelton và Cee Lo Green, đã ký hợp đồng làm huấn luyện viên trên phiên bản Mỹ của The Voice. Mùa đầu tiên của chương trình công chiếu vào ngày 26 tháng 4 năm 2011 trên đài NBC, và đã chứng minh được sự thành công. Aguilera sau đó góp giọng trong ca khúc "Moves Like Jagger" của Maroon 5, họ đã trình diễn bài hát này cùng nhau trên The Voice. Nó đã trở thành single đứng đầu bảng xếp hạng Billboard Hot 100 thứ năm của cô, và đạt vị trí thứ hai trên bảng xếp hạng UK Singles Chart của Liên hiệp Anh. Ca khúc đã tiêu thụ hơn 14 triệu bản trên toàn thế giới, trở thành một trong những single bán chạy nhất mọi thời đại. "Moves Like Jagger" đánh dấu lần đầu tiên hai nghệ sĩ từng thắng Giải Grammy cho Nghệ sĩ mới xuất sắc nhất cùng hợp tác trong một bản hit trên bảng xếp hạng Hot 100. Nó còn được đề cử một giải Grammy tại lễ trao giải Grammy 2012.

### 2012–2017:Lotus, sinh con thứ hai và các dự án truyền hình
Trong quá trình sản xuất album phòng thu thứ bảy Lotus, Aguilera hợp tác với những nhà sản xuất: Alex da Kid, Max Martin, Lucas Secon, Steve Robson, và Shellback, tiếp tục thể loại nhạc electropop trong Bionic. Album được phát hành vào ngày 13 tháng 11 năm 2012, và nhận nhiều ý kiến khác nhau từ các nhà phê bình. Album đứng thứ bảy trên bảng xếp hạng Billboard 200 với việc bán được 73.000 bản tại Mỹ trong tuần đầu, con số thấp so với những album trước đó và còn kém thành công hơn trên thị trường thế giới. Tính đến năm 2019, Lotus đã tiêu thụ được 303.000 bản tại nước Mỹ. Đĩa đơn chính "Your Body" đứng thứ 34 trên bảng xếp hạng Billboard Hot 100, lọt top 10 trên bảng xếp hạng của Canada và Hàn Quốc. "Just a Fool", một bản song ca thể loại country pop với Blake Shelton, đã được phát hành làm đĩa đơn thứ hai của album.
Mặc dù album Lotus không thành công như các album trước, song Christina Aguilera đã có những bước tiến đầy rực rỡ. Tại lễ trao giải ALMA năm 2012, Aguilera được vinh danh với Giải thưởng Thành tựu Đặc biệt vì những thành tựu trong sự nghiệp và công việc từ thiện. Cô cũng thu âm ca khúc tiếng Tây Ban Nha đầu tiên sau một thập niên, có tên "Casa de Mi Padre", đây là bản nhạc phim cho một bộ phim cùng tên với bài hát. Aguilera còn hợp tác với Cee Lo Green trong ca khúc "Baby, It's Cold Outside" trích từ album Cee Lo's Magic Moment của anh, và hợp tác với rapper Pitbull thu âm bài hát "Feel This Moment" trích từ album Global Warming. "Feel This Moment" lọt vào top 10 trên bảng xếp hạng tại nhiều quốc gia và đạt vị trí thứ tám tại Mỹ, bài hát tiêu thụ được hơn 2 triệu bản tại nước này. Aguilera sau đó hợp tác với ca sĩ người Mexico có tên Alejandro Fernández trong bản cover bài hát "Hoy Tengo Ganas de Ti", được phát hành làm ca khúc chủ đạo cho vở nhạc kịch La Tempestad. Sau khi kết thúc mùa thứ ba của The Voice vào tháng 12 năm 2012, Aguilera tạm rời ghế giám khảo và đã trở lại mùa thứ 5 vào tháng 9 năm 2013. Trong quá trình sản xuất mùa thứ 5, Aguilera góp giọng trong album nhạc phim The Hunger Games: Catching Fire, qua bài hát "We Remain". Aguilera đã cộng tác cùng nhóm A Great Big World trong ca khúc "Say Something", sau khi cô nghe được bản solo của nhóm. Bài hát được thu âm lại với sự góp giọng của Aguilera và được phát hành làm single chủ đạo cho album Is There Anybody Out There? của nhóm. "Say Something" lọt vào top 10 trên bảng xếp hạng ở nhiều nước và đạt vị trí thứ tư trên bảng xếp hạng của Mỹ, trở thành ca khúc thứ 11 của Aguilera lọt vào top 10 trên bảng xếp hạng Billboard Hot 100. "Say Something" cũng mang lại cho Aguilera giải Grammy thứ 5 trong sự nghiệp.
Sau đó, Aguilera hợp tác với Lady Gaga trong bản remix bài hát "Do What U Want". Tháng 2 năm 2014, cô thông báo đã đính hôn với Matthew Rutler, cô bắt đầu hẹn hò anh vào cuối năm 2010 sau khi gặp gỡ nhau trên phim trường Burlesque. Ít lâu sau thông báo đính hôn, Aguilera cho biết cô đang mang thai đứa con thứ hai. Aguilera còn tiết lộ rằng cô đang thực hiện album phòng thu thứ tám.
Aguilera đã đóng vai ca sĩ Jade St. John, một ca sĩ nhạc pop cố gắng mạo hiểm với âm nhạc đồng quê, trong phần thứ ba của loạt phim truyền hình âm nhạc ABC vào tháng 4 năm 2015. Cô và Rutler, đóng vai trò nhà sản xuất điều hành cho một chương trình trò chơi âm nhạc Track, được phát sóng trên Spike TV vào tháng 3 năm 2016. Aguilera đã thu âm một bài hát có tựa đề "Change", mà cô dành riêng cho các nạn nhân của vụ nổ súng tại hộp đêm Orlando năm 2016 cũng như Christina Grimmie, người đã bị bắn chết ở Orlando một ngày trước vụ bắn hộp đêm. Các thủ tục tố tụng đã được quyên góp cho Quỹ từ thiện quốc gia để mang lại lợi ích cho gia đình nạn nhân. Các tác phẩm khác của cô bao gồm thu âm một bài hát vũ trường có tựa đề "Telepathy" với Nile Rodgers cho nhạc phim của loạt phim phát sóng trên Netflix The Get Down (2016), cô cũng tham gia làm diễn viên lồng tiếng cho The Emoji Movie (2017) và đóng vai phụ trong bộ phim khoa học viễn tưởng lãng mạn Zoe (2018).

### 2018–nay:Liberationvà các tour diễn

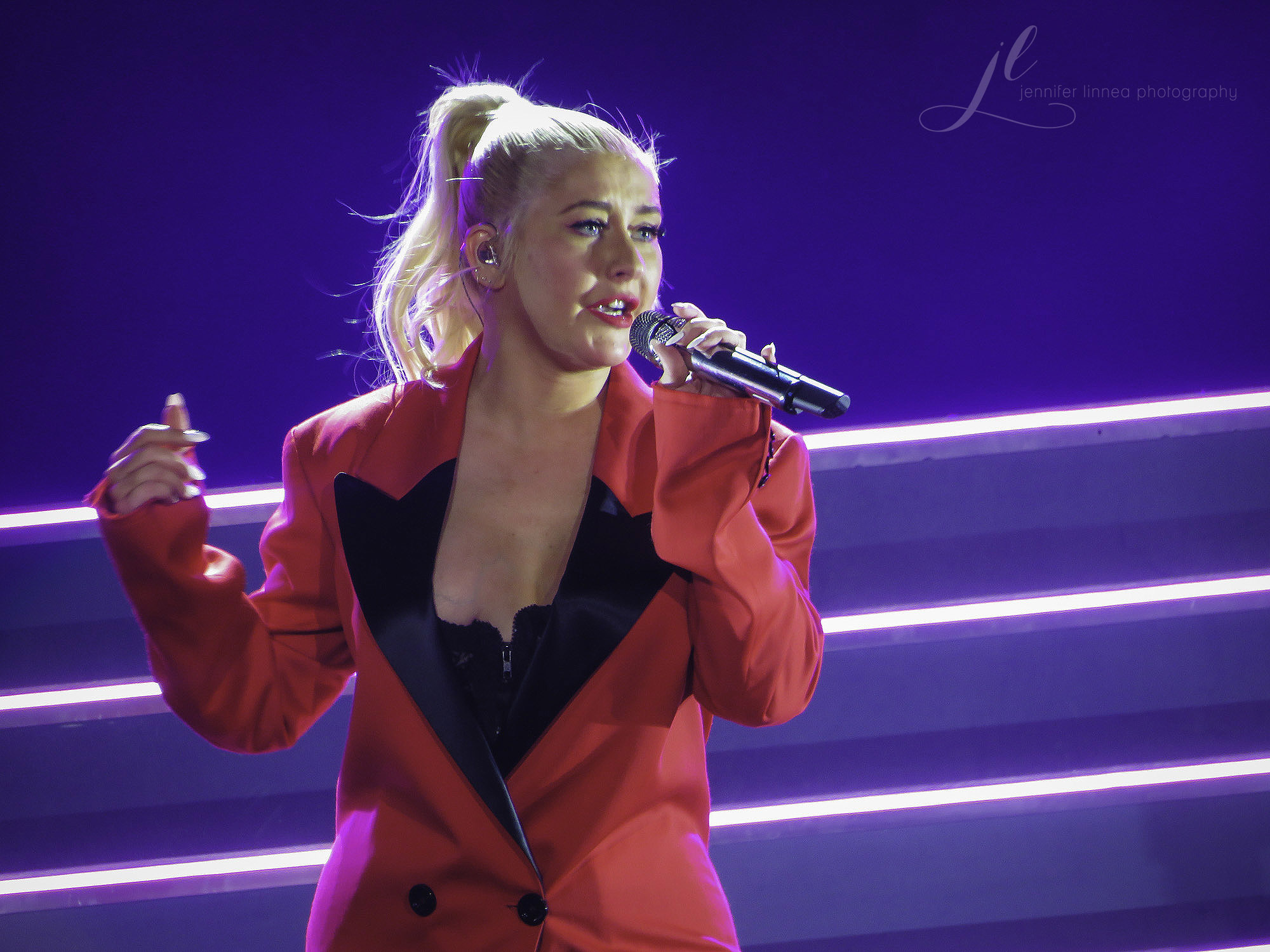
Christina Aguilera biểu diễn tại Trung tâm Pepsi vào ngày 19 tháng 10 năm 2018 trong chuyến lưu diễn Liberation Tour

Aguilera bắt đầu thực hiện album tiếp theo của mình vào mùa hè năm 2015. Trước khi album phát hành, hai single đã được ra mắt: "Accelerate" với Ty Dolla Sign và "Fall In Line" kết hợp với Demi Lovato. Album có tựa đề Liberation, được phát hành vào ngày 15 tháng 6 năm 2018, đã nhận được nhiều đánh giá tích cực. Aguilera đã kết hợp chặt chẽ giữa R&B và hip hop trong album để thể hiện mong muốn tự do khỏi cái mà cô mô tả là "bánh xe hamster lăn không ngừng", một phép ẩn dụ ám chỉ chương trình The Voice. Liberation xuất hiện ở vị trí thứ sáu trên bảng xếp hạng Billboard 200, trở thành album thứ bảy của Aguilera lọt vào top 10. Tại lễ trao giải Grammy thường niên lần thứ 61, "Fall in Line" đã được đề cử giải "Trình diễn song tấu hoặc nhóm nhạc pop xuất sắc nhất" và ca khúc "Like I Do" hợp tác với GoldLink thì được đề cử giải "Trình diễn Rap/Hát xuất sắc nhất".
Để quảng bá Liberation, Aguilera bắt đầu chuyến lưu diễn ở Mỹ, Liberation Tour diễn ra từ tháng 9 đến tháng 11 năm 2018, và một chuyến lưu diễn châu Âu The X Tour, diễn ra từ tháng 7 đến tháng 11 năm 2019. Cô cũng đã tổ chức The Xperience, một hình thức concert định cư dài hạn tại Nhà hát Zappos ở Las Vegas bắt đầu vào tháng 5 năm 2019. Năm 2019, Aguilera nhận được giải thưởng Huyền thoại Disney vì những đóng góp đáng kể của cô cho di sản Disney. Vào tháng 10 năm 2019, Aguilera phát hành bài hát "Haunted Heart" trích từ nhạc phim của bộ phim hoạt hình máy tính Addams Family. Ngày 6 tháng 3 năm 2020, Aguilera tiếp tục cho ra bài hát "Loyalty Brave True" dưới dạng single quảng cáo cho bản live-action của phim Mulan.

## Phong cách âm nhạc
- Trục trặc khi nghe? Xem hướng dẫn.

### Giọng hát
Aguilera sở hữu chất giọng soprano, là một loại giọng nữ cao rất hay được sử dụng trong các vở nhạc kịch opera, có âm vực cao nhất trong tất cả các loại giọng. Với âm vực trải dài 4 quãng tám từ nốt C3 đến C7, khi cô hát bằng giọng ngực lên đến quãng 5, ta có thể nghe được chất thô ráp và khàn đặc trưng. Với một chất giọng tuyệt vời như thế, Christina thường xuyên nhận được những lời khen ngợi từ phía phê bình và các đồng nghiệp. Trong khi thực hiện album Back to Basics, DJ Premier cho biết: "Cô ấy biết thế nào là âm nhạc và ca hát thực sự. Cô nàng hát được rất nhiều nốt và ca rất khỏe. Phổi cô thật đáng kinh ngạc.". Trong chương trình All Eyes on Christina Aguilera phỏng vấn Aguilera trên MTV, John Norris (người dẫn chương trình) nói Aguilera "có thể hát lên đến 4 quãng 8 (C3-C7)". Aguilera cũng đứng đầu trong danh sách Top 100 ca sĩ hát nhạc pop tốt nhất của tạp chí COVE với số điểm 50/50. Ngoài ra Aguilera cũng xếp vị trí thứ 5 trong số 22 giọng ca hay nhất mọi thời đại của MTV đã giúp kiểm chứng giọng ca tuyệt vời của cô. Màn trình diễn bài hát "It's a Man's Man's Man's World" tại Giải Grammy lần thứ 49 (2007) được xếp thứ 3 trong danh sách Các màn trình diễn hay nhất mọi thời đại tại Grammy, sau phần trình diễn "My Heart Will Go On" của Céline Dion và "American Idiot" của nhóm nhạc Green Day. Christina cũng được tạp chí danh tiếng Rolling Stone xếp thứ 58 trong danh sách 100 ca sĩ vĩ đại nhất mọi thời đại, cô cũng là ca sĩ trẻ nhất trong danh sách. Diva Céline Dion từng nói "Christina có thể là ca sĩ tuyệt nhất thế giới." Dion cũng bình luận, "Lần đầu tiên nghe Christina Aguilera hát, tôi đã bị thổi bay đi. Tôi yêu cách hát của cô ấy. Chất giọng cô ấy thật đẹp và mạnh mẽ, nhưng cũng đầy cảm xúc — và một cách nghiêm túc, tôi nghĩ cô ấy là hoàn hảo." Whitney Houston đã khen ngợi Christina "là người duy nhất mà tôi thích trong ngành âm nhạc đương đại." Bạn thuở ấu thơ Justin Timberlake từng nhận xét về Christina, "Thật phi thường [...] Ngay từ bé chúng tôi đều biết cô ấy có thể là ai nếu cô ấy muốn." Adam Lambert thì nhận xét, "Không ai có thể hát như Xtina [Christina]." Adam Levine của Maroon 5 khen ngợi cách truyền đạt bài hát "Moves Like Jagger" của Aguilera do ban nhạc cùng cô biểu diẽn. Ngay cả các đối thủ của cô cũng phải công nhận Christina Aguilera là "giọng ca của thời đại", một nghệ sĩ blue-eyed soul và là một diva trẻ. Từ lần đầu tiên ra mắt công chúng năm 1999, Christina đã được so sánh với Mariah Carey và Whitney Houston. Tuy nhiên, một số ý kiến cho rằng Aguilera thường hay gằn giọng và xử lý bài hát một cách quá lố.

### Phong cách âm nhạc
Chủ đề trong âm nhạc của Christina thường nói về tình yêu, ngoài ra còn nói về duy linh, nữ quyền và thể hiện tâm trạng buồn đau. Cô cũng viết về tuổi thơ bị ngược đãi của mình trong một vài đĩa nhạc (như "I'm OK" trong Stripped hay "Oh Mother" trong Back to Basics). Aguilera thú nhận cô thấy cần chia sẻ những cảm giác yếu đuối và mặt tiêu cực trong cuộc sống của mình "để những người cùng hoàn cảnh với tôi không cảm thấy cô đơn". Hầu hết các bài hát đều được thể hiện bởi giọng hát cao và khỏe của Christina, ngoài ra đôi khi cô cũng hát giọng gió và nhẹ nhàng. Aguilera nói: "Tôi thường muốn thử những điều mới lạ. Nhưng âm nhạc luôn là điều mà tôi yêu thích, là nơi để tôi trốn thoát sự đời. Tôi đặt toàn bộ năng lượng và tập trung vào nó. Nó sẽ cho bạn rất nhiều trải nghiệm đáng quý." Aguilera còn nói rằng, "Tôi không quan trọng hóa nhiều về vị trí trên các bảng xếp hạng."
Cô cũng rất thường xuyên thay đổi phong cách âm nhạc trong các album. Album phòng thu đầu tay của cô, Christina Aguilera (1999) là một album mang đậm chất nhạc bubblegum pop. Năm 2001, cô lột xác trong Stripped với rất nhiều thể loại nhạc: soul, metal, R&B, hip-hop, rock và tất cả đều rất thành công. Album Back to Basics năm 2006 gồm một vài ca khúc không có yếu tố pop mà thay vào đó là swing jazz và big band nên được so sánh với album I'm Breathless của Madonna và phim nhạc kịch Carabet. Album nhạc phim cho bộ phim đầu tiên mà Aguilera đóng vai chính, Burlesque (2010), do Aguilera là đồng tác giả và đồng sản xuất, được các nhà phê bình so sánh với album Back to Basics. Sau khi sinh con trai đầu lòng, năm 2010, album phòng thu Bionic của cô mang một phong cách hoàn toàn mới với yếu tố nhạc điện tử được thể hiện rõ rệt trong các bài hát, trong đó có "Not Myself Tonight". Album mới nhất của Aguilera, Lotus được phát hành vào tháng 11 năm 2012. Theo Christina Aguilera, Lotus như là sự tái sinh của cô. Album chứa đựng tất cả những điều mà cô đã trải qua trong quá khứ. Phong cách ngoại hình và biểu diễn của cô trong từng album cũng rất khác, do đó một biệt hiệu nữa của cô đó là "Nữ hoàng của Sự đổi mới" ("Queen of Reinvention").

### Ảnh hưởng
Thần tượng có ảnh hưởng lớn nhất đến Aguilera là ca sĩ nhạc blues Etta James, với bài hát cổ điển, "At Last" đã được cô hát lại rất nhiều lần. Aguilera nói, "Etta là ca sĩ tôi yêu thích nhất mọi thời đại. Tôi đã từng nói thế 7 năm trước - kể từ khi tôi ghi âm bản thu âm đầu tiên. Tôi có thể kể tên tất cả những bài hát cũ của Etta, lớn lên cùng với chúng". Đối với Aguilera, "Etta chính là nữ hoàng". Cô đã được vinh dự được chọn làm ca sĩ hát lại "At Last" ở đám tang của Etta James vào tháng 1 năm 2012. Trước buổi biểu diễn, Aguilera đã nói rằng, "Lời bài hát của ca khúc này đã khiến tôi tìm được ước mơ mà mình hằng mong ước, và Etta James đã giúp tôi." Đa số các bài hát trong album Back to Basics của cô tỏ lòng kính trọng với James và các ca sĩ nhạc pop những năm 1950. Trong bài hát "Slow Down Baby", Aguilera đã sử dụng đoạn nhạc mẫu một bài hát của ban nhạc huyền thoại Gladys Knight & the Pips. Aguilera cũng nói rằng Mariah Carey là một ca sĩ khác có ảnh hưởng tới cô. Theo Pier Dominguez, Aguilera nói rằng đĩa đơn đầu tay của Carey, "Vision of Love" (1990) đã có ảnh hưởng sâu sắc tới phong cách biểu diễn của Christina. Aguilera cũng nêu tên Madonna và Janet Jackson là hai nguồn cảm hứng cho cô "là hai người phụ nữ can đảm và mạnh mẽ, dám thể hiện tất cả những thứ gì họ muốn, mặc cho đó là ác cảm, như thể họ không sợ hãi gì cả." Các nghệ sĩ âm nhạc có ảnh hưởng khác tới Christina bao gồm Aretha Franklin, Whitney Houston và Nina Simone.
Cô nói "Thời Hoàng kim của Hollywood" cũng là một nguồn cảm hứng khác: "Tôi đang tìm hiểu Marlene Dietrich, Marilyn Monroe, Carole Lombard, Greta Garbo, Veronica Lake". Điển hình là khi album Back to Basics phát hành năm 2006, cô đã cắt ngắn tóc và nhuộm màu bạch kim để giống với Marilyn Monroe. Nhiều ý kiến cho rằng thời điểm Back to Basics phát hành là thời gian Aguilera mang lại vẻ quý phái cổ điển từ thập niên 1920-1940 trở lại Hollywood. Trong video "Ain't No Other Man", Aguilera đã hóa thân thành Baby Jane, nhân vật trong bộ phim What Ever Happened to Baby Jane? năm 1962. Ca khúc "Candyman" được Linda Perry cùng Aguilera sáng tác trên nền nhạc của bài hát "Boogie Woogie Bugle Boy" năm 1941.
Bên cạnh đó, Aguilera rất yêu thích các biểu tượng về văn hóa như Nico, Debbie Harry và các nghệ sĩ Roy Lichtenstein, Andy Warhol. Cô cũng là một người hâm mộ nghệ sĩ graffiti Banksy. Năm 2006, cô từng mua 3 tác phẩm của anh trong một buổi triển lãm riêng, trong đó có một bức họa Nữ hoàng Victoria trong tư thế quan hệ đồng tính với một cô gái điếm. Về điện ảnh, cô hâm mộ Angelina Jolie và bạn diễn Cher trong Burlesque. Ngoài ra, thời trang cũng đóng vai trò không nhỏ trong việc tạo dựng hình tượng của Aguilera, cô đặc biệt yêu thích các nhà thiết kế Roberto Cavalli, John Galliano, Marc Jacobs, Donatella Versace, và Alexander McQueen, cô từng mặc trang phục do họ thiết kế nhiều lần trong sự nghiệp âm nhạc của mình.

## Đời tư
Aguilera bắt đầu hẹn hò với nhà sản xuất thu âm Jordan Bratman - một người Mỹ gốc Do Thái từ năm 2002. Ba năm sau, họ đính hôn vào ngày 19 tháng 11 năm 2005, Aguilera và Bratman chính thức kết hôn tại Vườn nho của Gia đình Staglin thuộc thung lũng Napa (California). Đôi uyên ương này đã lưu lại trong một ngôi nhà ở miền nông thôn ở Auberge du Soleil với giá 3.500 đô la Mỹ/đêm thay cho tuần trăng mật. Trong ngày cưới, Aguilera mặc bộ váy cưới của hãng Christian Lacroix thiết kế theo phong cách Tây Ban Nha và nhận được sự trầm trồ khen ngợi của hơn 150 vị khách mời. Tổng chi phí đám cưới của cô tiêu tốn hết khoảng 2 triệu đô la Mỹ. Năm 2008, gia đình Bratman đã chào đón một thành viên mới - cậu bé Max Liron Bratman ra đời vào ngày 12 tháng 1 năm 2008 với cân nặng gần 2,8 kg. Để chào mừng sự kiện này, Aguilera đã thực hiện video cho ca khúc "Save Me from Myself" trích từ Back to Basics và cho phát chính thức trên trang web của mình như một lời cảm ơn những người hâm mộ đã ủng hộ cô trong suốt thời gian qua. Video tuy đơn giản nhưng chân thực và giàu cảm xúc khi lồng ghép những đoạn phim đám cưới của Aguilera và Bratman. Tạp chí People đã phải mất 1,5 triệu USD để có được những bức ảnh của 2 mẹ con. Tên Max trong tiếng Latin cùng Liron trong tiếng Hebrew được dịch là "Bài hát tuyệt vời nhất của tôi".
Sau 5 năm chung sống hạnh phúc, cuối năm 2010, Christina xác nhận vợ chồng cô sống ly thân, cô nói: "Mặc dù Jordan và tôi ly thân, tình yêu chúng tôi dành cho Max (con trai họ) vẫn luôn hằng mãnh liệt."  Ngày 14 tháng 10 năm 2010, cô nộp đơn ly hôn. Sau 6 tháng, vụ ly hôn đã kết thúc êm đẹp.
Năm 2010, Aguilera hẹn hò với Matthew Rutler - trợ lý riêng của cô khi thực hiện bộ phim Burlesque. Vào dịp Valentine năm 2014, Aguilera đã đính hôn với Rutler. Họ đã có một con gái với nhau tên là Summer Rain Rutler.

## Hoạt động xã hội

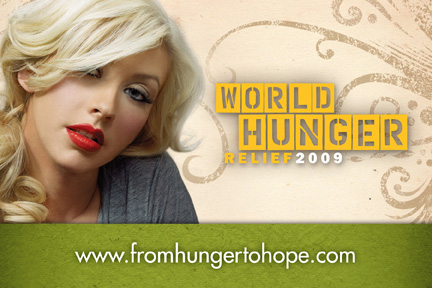
Aguilera trên áp phích tuyên truyền của Tổ chức cứu đói thế giới (World Hunger Relief).

Trong sự nghiệp, Aguilera cũng tham gia nhiều hoạt động từ thiện. Cô đã ký một bức thư của PETA tới chính phủ Hàn Quốc yêu cầu quốc gia này ngừng việc giết chó để lấy thức ăn. Trong chuyến lưu diễn năm 2007, Aguilera đã đeo chiếc khăn choàng làm từ lông thú thật được thiết kế bởi Roberto Cavalli mà không hay biết. Khi phát hiện, Aguilera đã vô cùng thất vọng và nói, "Từ trước tới giờ tôi chỉ mặc lông thú giả mà thôi." Sau đó, Aguilera lập tức tham gia các tổ chức môi trường phi lợi nhuận gồm Tổ chức Bảo tồn Quốc tế, Oceana, Hội đồng Bảo vệ Tài nguyên thiên nhiên và Hội Bảo tồn Công viên Trung tâm. Cô cũng là người ủng hộ các tổ chức như Tổ chức Bảo vệ Cuộc sống hoang dã (Defender of Wildlife), Tìm trẻ lạc (Missing Kids), Tổ chức Quốc tế về Ung thư vú, Quỹ Nhiên cứu về Bệnh ung của Phụ nữ và Học viện Tìm hiểu về Bệnh ung thư của Phụ nữ Cedars-Sinai. Cô còn tham gia chiến dịch vận động của nhiếp ảnh gia Brie Childers với mục đích giúp phụ nữ cảm thấy đẹp và tự tin hơn về bản thân. Aguilera còn là người đóng góp chủ yếu cho quỹ Trung tâm và Nơi ở của Phụ nữ tại Pittsburgh (Women's Center & Shelter of Greater Pittsburgh) của quê hương cô, Pittsburgh. Theo thống kê trên trang web chính thức của cô, Aguilera đã quyên góp cho quỹ 200.000 đô la Mỹ. Ngoài ra, cô cũng quyên góp cho 2 tổ chức nữa là Liên minh Phòng chống Bạo lực Gia đình (Coalition Against Domestic Violence) và Refuge UK. Kể từ đó Aguilera cộng tác cùng chương trình TV Lifetime Television với khẩu hiệu 'Chấm dứt bạo lực với phụ nữ'. Khẩu hiệu này được tuyên truyền rộng rãi trên các phương tiện truyền thông và tour lưu diễn của cô năm 2007.
Aguilera cũng là người ủng hộ cho hiệp hội LGBT (hội của những người cùng giới hoặc song tính). Vì vậy cô đã được vinh danh tại giải thưởng GLAAD Award vì sử dụng những hình ảnh về người đồng tính trong video âm nhạc của "Beautiful". Khi nhận giải, Aguilera đã phát biểu, "Video của tôi cho thấy rằng những người đồng tính thật sự đẹp đẽ và cao quý, mặc dù sự kỳ thị với họ vẫn đang tồn tại." Năm 2005, cô xuất hiện trong album Love Rocks nhằm ủng hộ quyền con người và ủng hộ những người đồng tính. Năm 2008, cô phản đối việc các quan chức tại tiểu bang California cấm đoán hôn nhân đồng tính. Năm 2011, Christina được vinh danh trên Đại lộ Danh vọng Đồng tính (Gay Walk of Fame) của quán bar nổi tiếng The Abbey vì những hành động ủng hộ cho LGBT của cô. Cô là người đầu tiên được vinh danh trên đại lộ này. Cô cũng tuyên truyền và đóng góp cho các tổ chức chống lại căn bệnh thế kỷ HIV/AIDS. Tháng 11 năm 2001, Christina Aguilera tham gia cùng nhiều nghệ sĩ danh tiếng khác như Usher, Gwen Stefani, Alicia Keys... đã hát lại ca khúc "What's Going On" của Marvin Gaye để tuyên truyền về AIDS. Sau đó, cô còn tham gia nhiều hoạt động khác về việc chiến đấu chống lại căn bệnh thế kỉ này. Huyền thoại Elton John cũng góp sức với cô trong công việc đó.
Trong cuộc bầu cử tổng thống Mỹ năm 2004, Aguilera chụp một bức ảnh khá ấn tượng mang tên "Declare Yourself" (hãy tự mình bày tỏ) để tuyên truyền khẩu hiệu: "Chỉ bạn mới có quyền làm mình im lặng". Cô cũng xuất hiện trong show truyền hình nổi tiếng The Oprah Winfrey Show để bàn luận về tầm quan trọng của việc bầu cử. Cuối năm 2007, Aguilera trở thành người phát ngôn cho tổ chức "Rock the Vote". Cô đã tổ chức một bữa tiệc và thúc giục thế hệ trẻ bầu cử tổng thống Mỹ 2008.

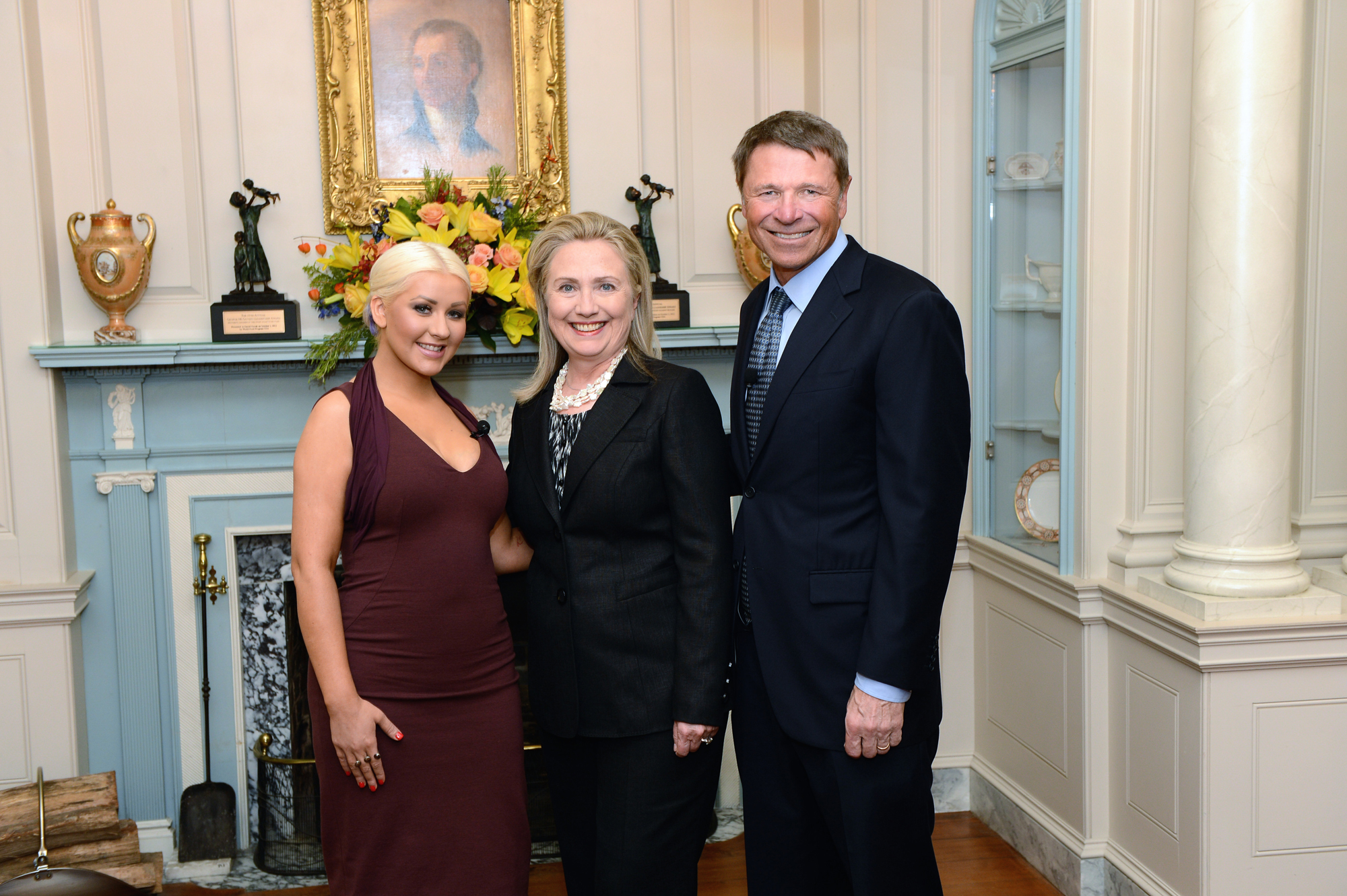
Christina Aguilera cùng Bộ trưởng Ngoại giao Hoa Kỳ Hillary Clinton (giữa) và David Novak (phải) năm 2012. Tại đây Christina được Hillary Clinton khen thưởng vì những đóng góp to lớn cho Tổ chức cứu đói thế giới.

Tháng 11 năm 2005, toàn bộ số tiền thu được từ đám cưới của Aguilera được cô quyên góp cho nạn nhân bão Katrina. Trong năm đó cô còn biểu diễn tại buổi hòa nhạc "United of the Star" của tổ chức cứu trợ nhân đạo chống lại nạn đói ở tại Johannesburg, Nam Phi và tòa cao ốc Coca-Cola cho quỹ trẻ em của tổng thống Nelson Mandela. Tháng 3 năm 2007, cô đã hát lại ca khúc "Mother" của John Lennon trong album Instant Karma: The Amnesty International Campaign to Save Darfur phát hành tháng 6 năm 2007 để kêu gọi chấm dứt nạn diệt chủng ở Darfur. Năm 2008, cô tham gia biểu diễn ở buổi hòa nhạc từ thiện London's Africa Rising tại đại sảnh Royal Albert để kêu gọi sự chú ý về những vấn nạn ở châu Phi. Sau đó, cô xuất hiện trên phiên bản gameshow Deal or No Deal ở Thổ Nhĩ Kỳ (phiên bản ở Việt Nam là Đi tìm ẩn số trên HTV7) thắng được 180 ngàn đô và tặng hết số tiền cho các trẻ em mồ côi.
Năm 2009, Christina trở thành phát ngôn viên và xuất hiện trong các mẩu quảng cáo tuyên truyền cho World Hunger Relief (Tổ chức cứu đói thế giới). Vợ chồng Christina đã lặn lội tới Guatemala cùng Chương trình Lương thực Thế giới để kêu gọi mọi người về tỷ lệ thiếu ăn cao tại đất nước này. Cô gặp gỡ người dân trong làng được Chương trình này hỗ trợ. Aguilera nói: "Những người trong Chương trình lương thực này đã làm một việc hết sức ý nghĩa, giúp đỡ các bà mẹ cùng con nhỏ thiếu thốn. Tôi thấy thật biết ơn vì được là một phần của dự án tuyệt vời này." Cuối năm 2009, cô được vinh danh cùng nhiều phụ nữ khác trong ngành giải trí tại bữa tiệc hằng năm "Sức mạnh của phụ nữ" do Variety tổ chức vì công việc từ thiện của họ. Christina còn góp tay ký tên vào chiếc xe Chrysler 300 để bán đấu giá gây quỹ ủng hộ các nạn nhân trong thảm họa động đất ở Haiti. Cô cũng là một trong nhiều nghệ sĩ biểu diễn trên chương trình từ thiện Hope for Haiti now ngày 22 tháng 1 năm 2010. Sau đó, cô cùng vận động viên quyền Anh huyền thoại Muhammad Ali xuất hiện trên quảng cáo của Tổ chức cứu đói thế giới để gây quỹ cho Chương trình lương thực của Liên hiệp quốc, nhằm tiếp tế thực phẩm cho những nạn nhân sống sót sau vụ động đất. Cô thậm chí còn đích thân đến tận nơi để thăm các em nhỏ ở Haiti.
Ngày 1 tháng 5 năm 2011, Aguilera tham gia buổi hòa nhạc Mary J. Blige Honors để gây quỹ học bổng cho những phụ nữ hiếu học. Sau đó, cô tiếp tục tham gia quay một đoạn video quảng cáo cho chiến dịch "Yum! Brands World Hunger Relief" của "Tổ chức cứu đói thế giới" được truyền đi ở các quán ăn KFC, Pizza Hut và Taco Bell để thu hút sự chú ý của mọi người nhằm gây quỹ cứu đói cho các trẻ em trên thế giới. Năm 2012, Aguilera được Bộ trưởng Ngoại giao Hoa Kỳ Hillary Clinton trao tặng Giải thưởng Noi gương theo George McGovern vì những đóng góp to lớn cho Tổ chức cứu đói thế giới.

### Các công việc kinh doanh khác

Công ty thời trang C&A của Brasil tại Berlin, Đức.

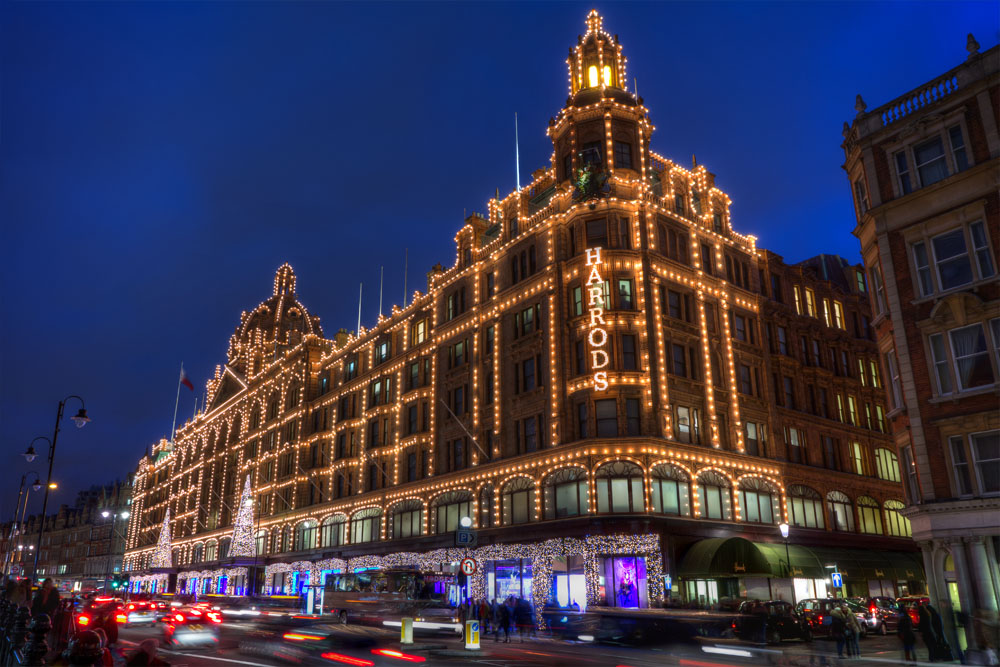
Trung tâm mua sắm Harrods ở Luân Đôn, Anh.

| Năm                 | Sản phẩm/Công việc                                                                           | Ghi chú | Nguồn                   |
| Sản phẩm khác       | Sản phẩm khác                                                                                | Sản phẩm khác | Sản phẩm khác           |
| ------------------- | -------------------------------------------------------------------------------------------- | --- | ----------------------- |
| 2004                | Nước hoa Xpose                                                                               | | [ 205 ]                 |
| 2007                | Nước hoa Simply Christina (Christina Aguilera, By Day)                                       | Là hãng nước hoa bán chạy thứ 4 tại Liên hiệp Anh năm 2009 và chiến thắng giải Fifi năm 2008 cho hạng mục Nước hoa được ưa thích nhất. | [ 206 ] [ 207 ] [ 208 ] |
| 2008                | Nước hoa Inspire                                                                             | Là hãng nước hoa đầu tiên của Christina Aguilera được phát hành toàn thế giới.                                                         | [ 209 ]                 |
| 2009                | Nước hoa By Night                                                                            | Là hãng nước hoa bán chạy thứ ba của năm 2009 tại Anh                                                                                  | [ 206 ] [ 210 ]         |
| 2010                | Nước hoa Royal Desire                                                                        | | [ 211 ]                 |
| 2011                | Nước hoa Secret Potion                                                                       | | [ 212 ]                 |
| 2012                | Nước hoa Red Sin                                                                             | | [ 213 ]                 |
| Công việc quảng cáo |                                                                                              | |                         |
| 2000                | Dòng mỹ phẩm Fetish                                                                          | | [ 214 ]                 |
| 2001                | Nước giải khát Coca-Cola                                                                     | | [ 215 ]                 |
| 2001                | Trung tâm mua sắm Harrods ở Luân Đôn (Anh)                                                   | Aguilera đã kiếm được 200.000 bảng Anh (300.000 đô la Mỹ)                                                                              | [ 216 ]                 |
| 2003                | Dòng thời trang mùa thu của Versace                                                          | | [ 217 ]                 |
| 2004                | Giày Skechers                                                                                | | [ 215 ]                 |
| 2004                | Xe hơi Mercedes-Benz                                                                         | | [ 215 ]                 |
| 2006                | Nước giải khát Pepsi                                                                         | | [ 215 ]                 |
| 2008                | Bộ sưu tập trang sức "Shattered" của Webster                                                 | | [ 218 ]                 |
| 2009                | Dòng trang sức mùa xuân của Webster                                                          | | [ 219 ]                 |
| 2011                | Dòng sản phẩm thời trang cho cửa hàng C&A của Brasil                                         | | [ 220 ]                 |
| Công việc khác      |                                                                                              | |                         |
| 2005                | Biểu diễn 3 ca khúc tại đám cưới của tỷ phú người Nga Andrey Melnichenko                     | Aguilera đã kiếm được 3,6 triệu đô la Mỹ                                                                                               | [ 221 ]                 |
| 2010                | Biểu diễn tại bữa tiệc riêng của Charles Brandes trong 1 tiếng                               | Aguilera đã kiếm được 1 triệu đô la Mỹ                                                                                                 | [ 222 ]                 |
| 2022                | Biểu diễn 2 ca khúc tại lễ trao giải VinFuture Prize lần thứ 2 diễn ra tại Hà Nội , Việt Nam | Aguilera đã kiếm được 2,6 triệu USD | [ 223 ]                 |

## Di sản

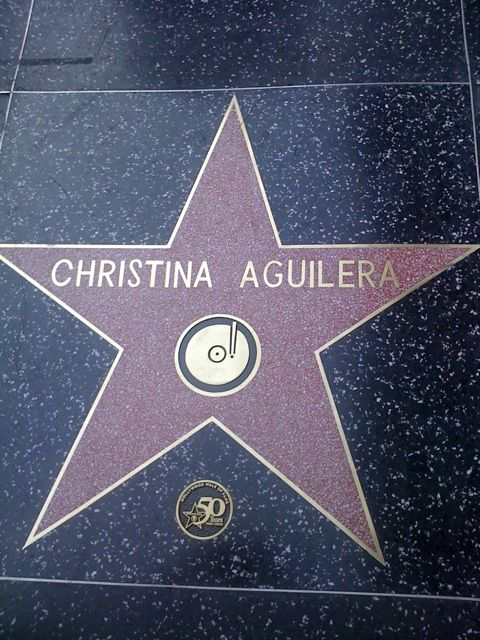
Ngôi sao của Christina Aguilera trên Đại lộ Danh vọng Hollywood.

Tính đến năm 2018, Aguilera đã bán được hơn 75 triệu bản album và đĩa đơn trên toàn thế giới. Các sản phẩm âm nhạc của Aguilera đã mang về cho cô nhiều giải thưởng cao quý, trong đó có năm giải Grammy. Nhiều nghệ sĩ đã nói rằng họ được truyền cảm hứng từ Aguilera, bao gồm Ariana Grande, Tinashe, Lady Gaga, Sam Smith và Lauren Jauregui cùng nhiều người khác. Sự nghiệp của cô cũng đã truyền cảm hứng cho một số vận động viên, bao gồm cả vận động viên trượt băng nghệ thuật người Mỹ Johnny Weir và vận động viên bơi lội người Mỹ Dana Vollmer.
Việc Aguilera sử dụng hình ảnh gợi cảm đã thúc đẩy nhiều cuộc thảo luận công khai về tình dục và nữ quyền. Rhiannon Lucy Cosslett, người đồng sáng lập The Vagenda, cho rằng những điệu nhảy khiêu gợi trong các video âm nhạc của Aguilera là "sức mạnh". Aguilera cũng được biết đến với tầm ảnh hưởng lớn tới truyền hình và video âm nhạc; vào năm 2012, Jon Caramanica của The New York Times nhận xét rằng Aguilera "sẽ được nhớ đến với vẻ đẹp quyến rũ của cô ấy, tai tiếng trong dòng nhạc femme-pop và chất giọng đậm chất Brobdingnag của cô ấy, và... là người gần như định hình lại thực tế những cuộc thi âm nhạc". Cô được VH1 coi là một trong những nghệ sĩ nữ vĩ đại nhất của kỷ nguyên video âm nhạc.
Vào tháng 11 năm 2008, Rolling Stone xếp Aguilera ở vị trí thứ 58 trong danh sách 100 ca sĩ vĩ đại nhất mọi thời đại. Tháng 11 năm 2010, Aguilera được vinh danh một ngôi sao trên Đại lộ Danh vọng Hollywood. Vào tháng 10 năm 2012, trang phục biểu diễn và bộ sưu tập video âm nhạc của Aguilera đã được đưa vào triển lãm "Women Who Rock" của Bảo tàng Quốc gia về Phụ nữ trong Nghệ thuật. Cùng năm đó, VH1 vinh danh Aguilera là nghệ sĩ nữ vĩ đại thứ tám trong ngành công nghiệp âm nhạc. Năm 2013, Aguilera là một trong 100 người có ảnh hưởng nhất trên thế giới của Time. Celine Dion đã viết: "Không nghi ngờ gì nữa, [Aguilera] là một trong những nghệ sĩ tài năng nhất thế giới mà tôi từng chứng kiến và nghe thấy, và tôi nghĩ cô ấy sẽ tiếp tục khiến chúng ta phải kinh ngạc trong nhiều năm tiếp theo".

## Danh sách đĩa nhạc
- Christina Aguilera (1999)
- Mi Reflejo (2000)
- My Kind of Christmas (2000)
- Stripped (2002)
- Back to Basics (2006)
- Bionic (2010)
- Lotus (2012)
- Liberation (2018)

## Phim điện ảnh và truyền hình
| Năm  | Tên phim             | Vai diễn                         | Ghi chú                                                                   |
| ---- | -------------------- | -------------------------------- | ------------------------------------------------------------------------- |
| 2004 | Shark Tale           | Chính mình (Lồng giọng nói, hát) | Diễn viên khách mời                                                       |
| 2008 | Shine a Light        | Chính mình                       | Biểu diễn bài hát "Live with Me" cùng Mick Jagger của The Rolling Stones. |
| 2010 | Get Him to the Greek | Chính mình                       | Diễn viên khách mời                                                       |
| 2010 | Burlesque            | Alice Marilyn "Ali" Rose         | Được đề cử giải Quả cầu vàng ở hạng mục phim ca nhạc hoặc hài hay nhất    |
| 2015 | Pitch Perfect 2      | Chính mình                       | Diễn viên khách mời                                                       |

| Năm        | Tên chương trình                | Vai diễn                                                   | Ghi chú |
| ---------- | ------------------------------- | ---------------------------------------------------------- | --- |
| 1993– 1995 | The Mickey Mouse Club           | Chính mình/nhiều vai khác                                  | Mùa 6 và 7 |
| 1999       | Beverly Hills, 90210            | Chính mình                                                 | Tập "Let's Eat Cake" |
| 2000       | Al salir de clase               | Chính mình                                                 | Hai tập: "El día que no existe" (Mùa 5, tập 42) "Augurios" (Mùa 8, tập 72) |
| 2000– 2006 | Saturday Night Live             | Chính mình/Dẫn chương trình/Nhiều vai khác/Ca sĩ khách mời | Trong 4 tập: "Christopher Walken/Christina Aguilera" (Mùa 25, tập 16) "Salma Hayek/Christina Aguilera" (Mùa 28, tập 15) "Christina Aguilera/Maroon 5" (Mùa 29, tập 13) "Alec Baldwin/Christina Aguilera" (Mùa 32, tập 5) |
| 2003       | Player$                         | Chính mình                                                 | Tập "Hulk" (Mùa 2, tập 10) |
| 2003       | Punk'd                          | Chính mình                                                 | Tập "Ryan Pinkston - VH1 Big in 2002 Awards" (Mùa 1, tập 1) |
| 2009       | Project Runway                  | Chính mình/Giám khảo khách mời                             | Tập "Sequins, Feathers and Fur, Oh My!" (Mùa 6, tập 9) |
| 2010       | Entourage                       | Chính mình                                                 | Tập "Lose Yourself" (Mùa 7, tập 10) |
| 2010       | Conan                           | Chính mình                                                 | Tập "A Prayer For Dick Butkus" (Mùa 1, tập 9) |
| 2011– nay  | The Voice (mùa 1 – 3, 5, 8, 10) | Chính mình (Hướng dẫn/Giám khảo)                           | Thắng — Giải thưởng ALMA cho hạng mục Chương trình truyền hình thực tế, hoặc âm nhạc, hoặc hài kịch được yêu thích nhất (2012)                                                                                           |